# Judit Ribas Duró
Judit Ribas Duró (Sant Julià de Lòria, Principat d'Andorra, 3 de març de 1962 - Villeneuve-sur-Lot, França, 30 de desembre de 2009) fou una filòsofa, professora i activista andorrana en l'àmbit de la solidaritat. És coneguda pel seu treball solidari en la campanya d'ensenyament i alfabetització a Nicaragua i el seu compromís amb comunitats cristianes de base. Combinava l'alfabetització amb l'ensenyament de la música.

## Biografia
Va néixer a Sant Julià de Lòria el 1962 i va participar en diferents moviments juvenils d'Andorra com hora 3. Va obtenir la llicenciatura en filosofia a la Universitat de Barcelona el 1985 mentre continuava la carrera de piano al Conservatori de Música de Barcelona. Entre el 1985 i el 1987 va fer de professora d'anglès al col·legi Lestonnac de Barcelona.
Després de prendre contacte amb el consolat de Nicaragua a Barcelona i conèixer la campanya d'alfabetització que el govern sandinista desenvolupava el 1987 es va traslladar a Nicaragua, amb el seu marit Jordi Corominas, per treballar com a voluntària en educació de menors i adults i en l'alfabetització Entre 1987 i 1990 va fer de professora d'anglès a l'Instituto Carlos Fonseca Amador de San Carlos, (Rio San Juan) al Sur Nicaragua just a la frontera amb Costa Rica i va crear la biblioteca La Huaca, la primera de la regió.
Entre 1990 i 1996 fou professora de filosofia a la Universidad Centroamericana de Managua, on va escriure diversos quaderns pedagògics. i va participar en la creació i desenvolupament del «seminario Subiri-Ellacuría» de Managua. Va viure al barri René Cisneros de Managua on ensenyava música i es va implícar en el desenvolupament comunal. Entre 1997 i 2001 fou professora de filosofia a la Universidad Centroamericana José Simeón Cañas a San Salvador, El Salvador i va continuar la seva tasca musical a Antiguo Cuscatlán. Arrel dels terratrèmols d'El Salvador del 2001, va marxar a Villenueve-sur-lot, França. En aquesta localitat va continuar les seves activitats musicals, va fer de professora d'espanyol, va participar en projectes d'integració de la comunitat “harki” i va ser dirigent de l'associació UNAFAM. Després de la seva mort es va crear l'associació “Música per viure”, per tal de continuar el seu llegat.
Ribas col·laborava amb les comunitats cristianes de base a Nicaragua i mantenia una posició crítica amb la jerarquia eclesiàstica i el seu suport a la contra nicaragüenca. També qüestionava el liberalisme i defensava les relacions humanes com a clau per a construir un món millor defensant als teòlegs de l'alliberament davant posicions com les de Michael Novak que sosté que "el capitalisme ajuda millor als pobres que les societats precapitalistes o socialistes". Les posicions crítiques amb Novak van provocar la reacció del Conseller d'informació i Cultura de l'Ambaixada dels Estats Units a Nicaragua que va contactar amb Ribas per debatre sobre la concepció del capitalisme.

## Reconeixement
Per seguir el seu mestratge i en homenatge seu es va crear l'associació Música per viure Judit Ribas amb el suport de la Fundació Julià Reig al principat d'Andorra. L'associació va desenvolupar des de 2011 un projecte musical comunitari amb activitats de música gratuïtes al barri René Cisneros de Managua, però per la inestabilitat política va haver de mudar a Hondures. A Andorra, l'associació col·labora amb el projecte d'humanització de l'hospital portant-hi la música.

## Publicacions destacades
- Y se ensuciaron las manos: Brigada Benicio Herrera Jerez, una brigada de maestros en la revolución. Judit Ribas, Alberto González, Jorge Corominas. Centre Unesco de Catalunya, 1989.
- Identidad y pensamiento Latinoamericano, Judit Ribas y Jorge Corominas UCA, Managua, 1992.[19]
- Voluntad de arraigo: ensayos filosóficos. Seminario Zubiri-Ellacuría (1993 : Managua, Nicaragua).[20]